# Crevillente
Crevillente là một đô thị Tây Ban Nha. Thành phố này nằm trong comarca Baix Vinalopó, trong tỉnh Alicante thuộc Cộng đồng Valencia, Tây Ban Nha. Đô thị này có diện tích 103,3 km², dân số khoảng 28.609 người (thời điểm năm 2009).